# Nishinoomote
Nishinoomote (japanska: 西之表市?, Nishinoomote-shi) är en stad i prefekturen Kagoshima i södra Japan. Staden fick stadsrättigheter 1958. 

## Geografi
Staden täcker norra delen av ön Tanegashima bland Osumiöarna och är den största orten på ön. Hamnen har regelbundna färjeförbindelser med Kagoshima på fastlandet.